# Мейтленд (Флорида)
Мейтленд (англ. Maitland) — місто (англ. city) в США, в окрузі Орандж штату Флорида. Населення — 19 543 особи (2020).

## Географія
Мейтленд розташований за координатами 28°37′26″ пн. ш. 81°23′2″ зх. д. / 28.62389° пн. ш. 81.38389° зх. д. (28.623752, -81.383886).  За даними Бюро перепису населення США в 2010 році місто мало площу 16,61 км², з яких 13,64 км² — суходіл та 2,96 км² — водойми.

## Демографія
Згідно з переписом 2010 року, у місті мешкала 15 751 особа в 6914 домогосподарствах у складі 3988 родин. Густота населення становила 948 осіб/км².  Було 8137 помешкань (490/км²).
Расовий склад населення:
| - 80,6 % — білих - 11,1 % — чорних або афроамериканців - 3,5 % — азіатів - 0,2 % — корінних американців - 2,2 % — осіб інших рас |

До двох чи більше рас належало 2,5 %. Частка іспаномовних становила 10,4 % від усіх жителів.
За віковим діапазоном населення розподілялося таким чином: 21,8 % — особи молодші 18 років, 64,4 % — особи у віці 18—64 років, 13,8 % — особи у віці 65 років та старші. Медіана віку мешканця становила 39,0 року. На 100 осіб жіночої статі у місті припадало 93,0 чоловіків;  на 100 жінок у віці від 18 років та старших — 89,8 чоловіків також старших 18 років.
Середній дохід на одне домашнє господарство  становив 90 246 доларів США (медіана — 67 818), а середній дохід на одну сім'ю — 117 338 доларів (медіана — 88 534). Медіана доходів становила 56 753 долари для чоловіків та 44 405 доларів для жінок. За межею бідності перебувало 10,1 % осіб, у тому числі 15,9 % дітей у віці до 18 років та 9,2 % осіб у віці 65 років та старших.
Цивільне працевлаштоване населення становило 9224 особи. Основні галузі зайнятості: освіта, охорона здоров'я та соціальна допомога — 21,9 %, науковці, спеціалісти, менеджери — 18,6 %, мистецтво, розваги та відпочинок — 11,8 %, фінанси, страхування та нерухомість — 11,4 %.